# Milojko Kurčubić
Milojko Kurčubić (* 1954; † 16. August 2024 in Kragujevac, Serbien) war ein jugoslawischer Fußballspieler.

## Karriere

### Vereine
Kurčubić gehörte von 1971 bis  1974 dem FK Partizan Belgrad an, für den er jedoch nur drei Punktspiele in der 1. Jugoslawischen Liga bestritt. Sein Debüt gab er in seiner Premierensaison am 17. Mai 1972 (28. Spieltag) beim 2:1-Sieg im Heimspiel gegen den FK Vardar Skopje. Nachdem er zu keinem Punktspiel in der Saison 1972/73 gekommen war, bestritt er in seiner letzten noch zwei Punktspiele. Am 3. und 24. April 1974 (25. und 29. Spieltag) kam er jeweils als Einwechselspieler für Miroslav Bošković und Zoran Vraneš in den torlosen Heimspielen gegen NK Olimpija Ljubljana und OFK Belgrad zum Einsatz. Ferner bestritt er 24 Freundschaftsspiele, in denen er elf Tore erzielte.
Nach Kragujevac gelangt, spielte er für den dort ansässigen und zur Saison 1974/75 nach zwei Jahren wieder in die 1. Jugoslawische Liga zurückkehrten FK Radnički 1923 Kragujevac. Nach der einjährigen Spielklassenzugehörigkeit stieg er mit der Mannschaft in die 2. Jugoslawische Liga ab.

### Nationalmannschaft
Kurčubić spielte im Jahr 1978 unter Trainer Otto Barić für die Amateurnationalmannschaft Jugoslawiens im Wettbewerb um den UEFA-Amateur-Cup. Am 15. Mai erreichte seine Mannschaft – nachdem sie sich zuvor im Halbfinale mit 3:1 im Elfmeterschießen gegen die Amateurnationalmannschaft Deutschlands durchgesetzt hatte – das Finale. In Athen wurde die Amateurnationalmannschaft Griechenlands mit 2:1 n. V. bezwungen.

## Erfolge
- UEFA Amateur Cup-Sieger 1978